# ملودی هابسون
ملودی هابسون، (به انگلیسی: Mellody Hobson) (زاده ۳ آوریل ۱۹۶۹) کارآفرین، سرمایه‌گذار و مدیر ارشد اجرایی آمریکایی است که پیش‌تر به‌عنوان رئیس هیئت مدیره شرکت دریم‌ورکس انیمیشن فعالیت کرد.